# إيتوكاوا 25143
كويكب إيتوكاوا 24143 أو كويكب 1998 إس إف 36  (بالإنجليزية:(25143) Itokawa) هو كويكب قريب مداره من مدار الأرض حول الشمس. أطلق علية هذا الاسم تكريما لعالم الصواريخ الياباني «هيديو إيتوكاوا». اكتشف هذا الكويكب في عام 1998 ولهذا فله هذا الاسم الآخر. تستغرق دورة الكويكب حول الشمس 556 يوم، أي أطول من السنة التي تستغرقها دورة الأرض. استطاع مسبار الفضاء «هيابوسه» الياباني الوصول إليه والهبوط الآمن عليه وقام بتجميع عينات من سطحة، ثم أعيد الكبسولة بالعينات إلى الأرض لتحليلها ودراستها وهبطت في أستراليا.

## مـــداره
يتحرك إيتوكاوا بين أقرب نقطة إلى الشمس الحضيض 0,953 وحدة فلكية (Perihel) وأبعد نقطة عن الشمس (أوج على بعد 1,695  وحدة فلكية في دورة تبلغ 556 أيام. يتميز مداره بانزياح مركزي مقداره 28و0 . أثناء وجوده في الحضيض بالنسبة للشمس فهو يكون داخل مدار الأرض حول الشمس. يميل مستوى مداره عن مدار الأرض حول الشمس نحو 1,6° .

## رصده من الأرض

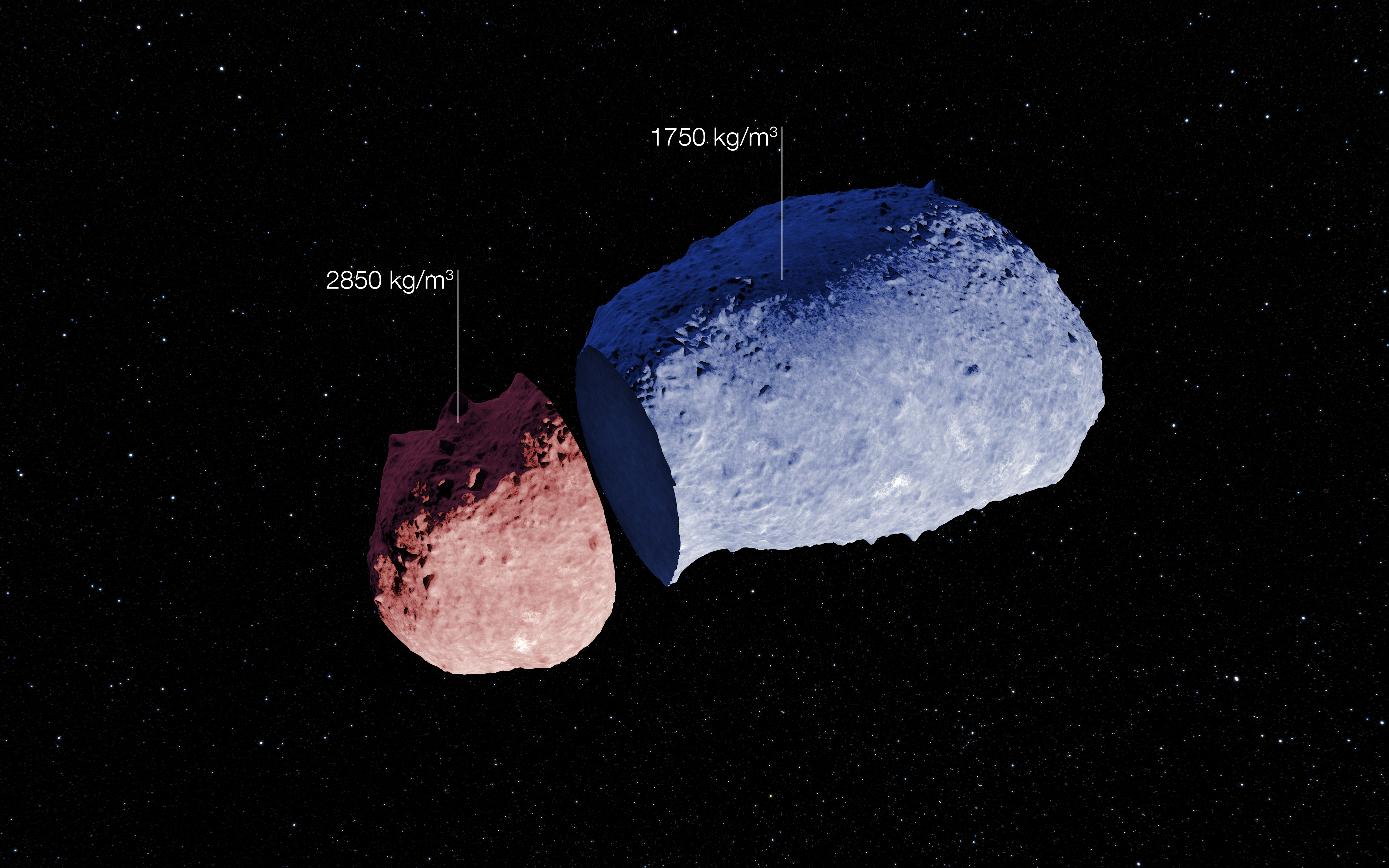
توضيح أجزاء كويكب إيتوكاوا

رصدته التلسكوبان والراديوويان «جولدسميث» و«أريسيبو» وتبين صوره أنه مستطيل الشكل حيث يبلغ محوره الأكبر 594 متر وعرضه نحو 320 متر وارتفاعه نحو 288 متر. ويتكون سطحه بصفة أساسية من مادة تحتوي على السيليكات. وهو يدور حول محوره في 12 ساعة و9 دقائق.
عند قياس سرعة دوران المويكب إلتوكاوا حول الشمس لتعيين «تأثير يورب» اختلفت القياسات عن القيم المحسوبة. ثم اتضح بعد ذلك أن سبب هذا الاختلاف يكمن في حقيقة أن الكويكي يتكون من جزئين أحدهما ابلغ كثافته نحو 8و2 جرام/سنتيمتر مكعب والجزء الكبير الآخر ذو كثافة تبلغ نحو 7و1 جرام لكل سنتيمتر مكعب. (متوسط الكثافة 95و1 جرام لكل سنتيمتر مكعب).
تلك الحقيقة وهو أن جزء من الكويكب ذو كثافة
2850 كيلوجرا لكل متر مكعب، وجزء آخر ذو كثافة
1750 كيلوجرام /متر مكعب تجعل كويكب إيتوكاوا فريدا بين الكويكبات. ويرجح بعض العلماء أنه قد تكوّن من التحام كويكبين.

## بعثة هيابوسه

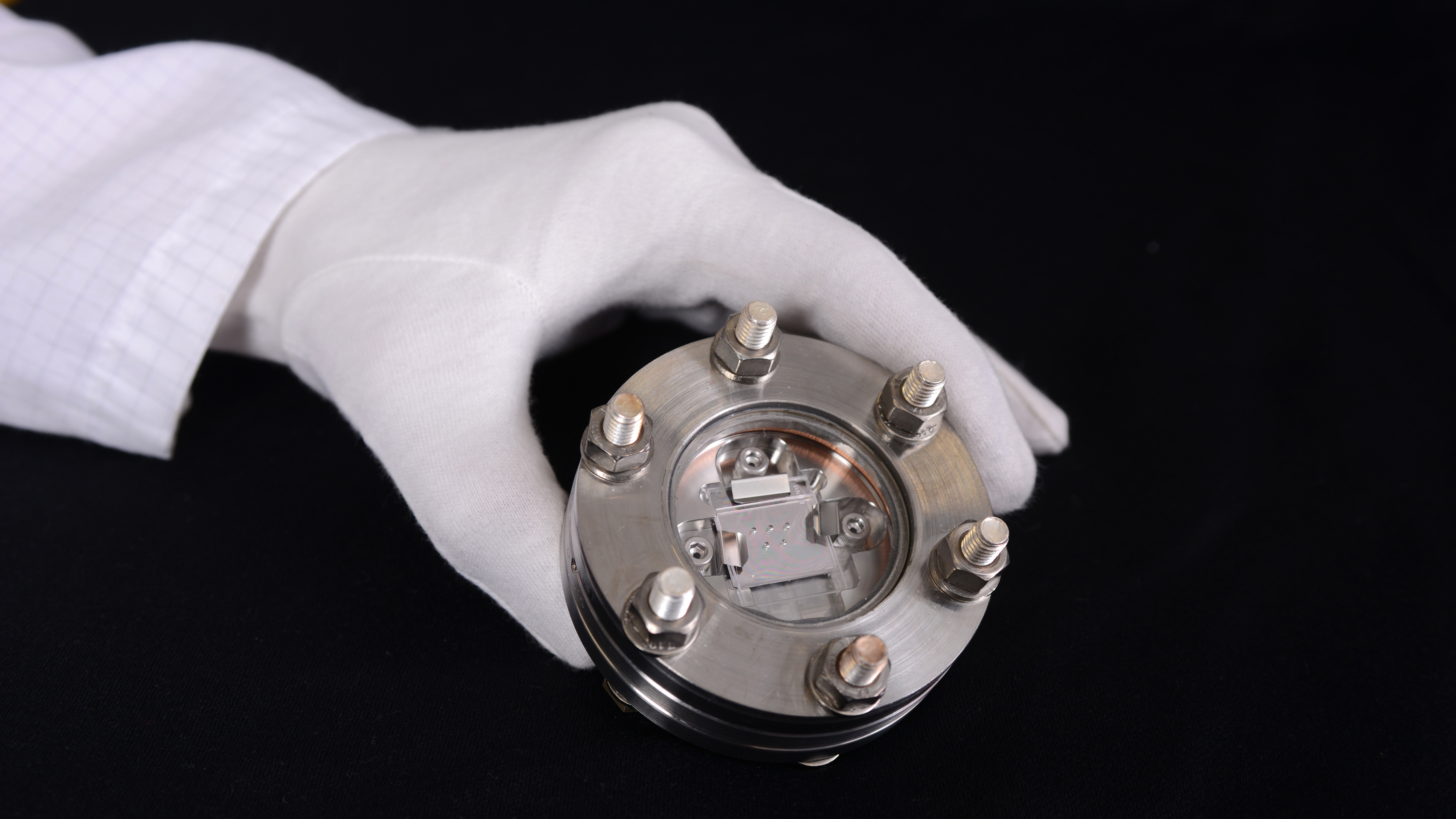
Container mit Partikeln von Itokawa

أطلق اليايانيون بعثة مسبار الفضاء هيابوسه بغرض دراسة كويكب إيتوكاوا. وقد سجل مسبتر الفضاء صورا له في سبتمير 2005 حيث وصل إليه المسبار. وقام المسبار بتصوير الكويكب بدقة تبلغ 1 متر من السطح (أي أن الصور تبين الأشياء ذات حجم 1 متر أو أكثر ولا تستطيع تفسر اشياء أصغر من 1 متر). واتضح من الصور أن سطح الكويكب إيتوكاوا خاليا من الفوهات التي تكثر على كويكبات أخرى مثل «243 إيدا» أو «433 إيروس» والتي سبق وأن رصدت بواسطة مسبارات. تتكون بعض أجزاء كويكب إيتوكاوا من صخور وألجزاء أخرى منه تغطيها ما يسمى ريغوليت (وهو فتات الصخور التي تحللت بسبب عوامل التعرية من اختلاف كبير في الظل أو عند تعرضها للشمس). واجزاء أخرى تظهر فيها الصخور بوضوح.
تمكنت بعثة هيابوسه تعيين حجم ومقاييس الكويكب إيتوكاوا والتي تبلغ. 535 × 294 × 209 متر. وعين متوسط كثافته بنحو 95و1 جرام /سنتيمتر مكعب بدقة قدرها ;± 0,14 جرام/سنتيمتر مكعب. بذلك تبلع كثافة الكويكب كثافة الرمل وأقل كثيرا من كثافة «الخوندريت» التي تبلغ عادة 3,2 جرام لكل سنتيمتر مكعب. تلك الكثافة تدل على أن الكويكب تمسكه قوي الجاذبية لكومة أجزائه rubble pile وتتخلله ثغرات بحيث تبلغ مساميته نحو 40% . تلك هي استنتاجات البحث حتى عام 2006 ويرجى معرفة أدق من ذلك عن كويكب إيتوكاوا في ضوء أبحاث عام 2014، حيث تبين أن الكويكب يتكون من جزئين مختلفين عن بعضهما البعض من وجهة الكثافة. أي أن البحث لا يزال جاريا.

## مداره حول الشمس

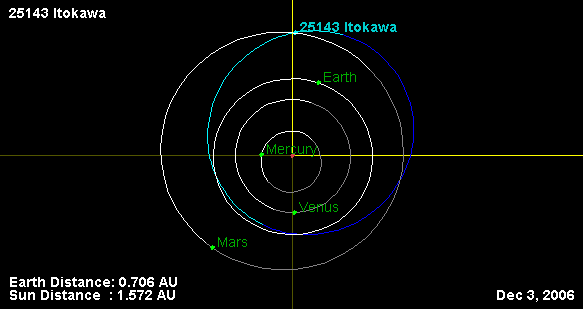
Itokawa's orbit

يوضح الشكل مدار الكويكب ايتكاوا حول الشمس. وقد قامت اليابان لاداء بعثتها بعد وصول المسبار الفضائي هيابوسه إليه في عام 2005 من بعد انطلاقه في عام 2000 . تم اختياره لأداء البعثة المفصلة للمسبار بأن أودع في مدار حول الشمس قريبا من الكويكب بنحو 20 كيلومتر في يوم 12 سبتمبر 2005، واقتصرت بعد ذلك إلى مسافة 7 كيلومتر من الكويكب. وكانت جاذبية إيتوكاوا لا تكفي لأن يكون المسبار تابع له فبقي على هذا الارتفاع يزامله في الدوران حول الشمس. ثم هبط المسبار على سطح إيتوكاوا في 20 نوفمبر لمدة 30 دقيقة ولكنه لم يفلح في تشغيل جهاز مصمم لجمع عينات من سطحه. وفي 25 نوفمبر أجريت محاولة ثانية للهبوط عليه وأخذت منه عينات في كبسولة. وأرجعت الكبسولة إلى الأرض وهبطت في «ووميرا» بأستراليا في 13 يونيو 2010 الساعة 13:51 حسب التوقيت العالمي المنسق (أي في الساعة 23:21 حسب التاوقيت المحلي في أستراليا.) وأعلنت وكالة الفضاء اليابانية في يوم 16 نوفمبر 2010 أن الكبسولة جاءت بعينات من كويكب إيتوكاوا.

## اقرأ أيضا
- أجرام قريبة من الأرض